# Włochy na Letnich Igrzyskach Olimpijskich 2000
Włochy na Letnich Igrzyskach Olimpijskich 2000 reprezentowało 361 zawodników, 246 mężczyzn i 115 kobiet.

## Zdobyte medale
| Medal  | Zawodnik | Dyscyplina    | Konkurencja                           |
| ------ | --- | ------------- | ------------------------------------- |
| Złoto  | Domenico Fioravanti | Pływanie      | 100 m stylem klasycznym               |
| Złoto  | Domenico Fioravanti | Pływanie      | 200 m stylem klasycznym               |
| Złoto  | Massimiliano Rosolino | Pływanie      | 200 m stylem zmiennym                 |
| Złoto  | Angelo Mazzoni Paolo Milanoli Maurizio Randazzo Alfredo Rota | Szermierka    | Szpada drużynowo                      |
| Złoto  | Diana Bianchedi Giovanna Trillini Valentina Vezzali | Szermierka    | Floret drużynowo                      |
| Złoto  | Valentina Vezzali | Szermierka    | Floret indywidualnie                  |
| Złoto  | Agostino Abbagnale Rossano Galtarossa Simone Raineri Alessio Sartori | Wioślarstwo   | Czwórka podwójna mężczyzn             |
| Złoto  | Antonella Bellutti | Kolarstwo     | Wyścig punktowy                       |
| Złoto  | Paola Pezzo | Kolarstwo     | Wyścig górski                         |
| Złoto  | Antonio Rossi Beniamino Bonomi | Kajakarstwo   | Wyścig podwójny mężczyzn, 1000 m      |
| Złoto  | Josefa Idem | Kajakarstwo   | 500 m                                 |
| Złoto  | Alessandra Sensini | Żeglarstwo    | Windsurfing                           |
| Złoto  | Giuseppe Maddaloni | Judo          | Waga lekka (73 kg)                    |
| Srebro | Nicola Vizzoni | Lekkoatletyka | Rzut młotem                           |
| Srebro | Fiona May | Lekkoatletyka | Skok w dal                            |
| Srebro | Matteo Bisiani Ilario Di Buó Michelle Frangilli | Łucznictwo    | Mężczyźni drużynowo                   |
| Srebro | Valter Molea Riccardo Dei Rossi Lorenzo Carboccini Carlo Mornati | Wioślarstwo   | Czwórka bez sternika mężczyzn         |
| Srebro | Elia Luini Leonardo Pettinari | Wioślarstwo   | Dwójka podwójna wagi lekkiej mężczyzn |
| Srebro | Deborah Gelisio | Strzelectwo   | Rzutki - trap podwójny                |
| Srebro | Luca Devoti | Żeglarstwo    | Klasa Finn                            |
| Srebro | Massimiliano Rosolino | Pływanie      | 400 m stylem dowolnym                 |
| Brąz   | Massimiliano Rosolino | Pływanie      | 200 m stylem dowolnym                 |
| Brąz   | Davide Rummolo | Pływanie      | 200 m stylem klasycznym               |
| Brąz   | Marco Villa Silvio Martinello | Kolarstwo     | Wyścig dwójek                         |
| Brąz   | Giovanni Pellielo | Strzelectwo   | Rzutki - trap                         |
| Brąz   | Marco Bracci Andrea Gardini Andrea Giani Pasquale Gravina Marco Meoni Samuele Papi Andrea Sartoretti Paolo Tofoli Luigi Mastrangelo Simone Rosalba Mirko Corsano Alessandro Fei | Siatkówka     |                                       |
| Brąz   | Giovanna Trillini | Szermierka    | Floret indywidualnie                  |
| Brąz   | Daniele Crosta Gabriele Magni Salvatore Sanzo Matteo Zennaro | Szermierka    | Floret drużynowo                      |
| Brąz   | Paolo Vidoz | Boks          | Waga superciężka (+91 kg)             |
| Brąz   | Ylenia Scapin | Judo          | Waga średnia (70 kg)                  |
| Brąz   | Emanuela Pierantozzi | Judo          | Waga półciężka (78 kg)                |
| Brąz   | Girolamo Giovinazzo | Judo          | Waga półlekka (66 kg)                 |
| Brąz   | Pierpaolo Ferrazzi | Kajakarstwo   | Slalom pojedynczy                     |
| Brąz   | Giovanni Calabrese Nicola Sartori | Wioślarstwo   | Dwójka podwójna                       |